# Балдево
 Тази статия е за селото в община Гърмен.  За село Росен в Област Пазарджик, старото име на което е Балдево, вижте Росен (Област Пазарджик).  
Ба̀лдево е село в Югозападна България. То се намира в община Гърмен, област Благоевград.

## География
Село Балдево се намира в планински район – в Западните Родопи, близо до река Места. На 3 km от него се намира минеравен извор Долни бани. В селото се намира рудник Канина за лигнитни каменни въглища.

## История
Край селото има няколко тракийски могили - Пишлюва тумба и Тумбите, както и останки от тракийски селища в местностите Манастира, Колибищата, Костадин и Свети Илия. Край Пишлювата тумба иманяри откриват погребение на тракийски вожд. Намерени са бойна колесница, статуетка на бога Пазител (15 см. фигура с къдрава коса, която е била закована на колесницата), конски бронзови сбруи, железните бандажи на колелата.
В края на XIX и началото на XX век Балдево е изцяло българско село в Неврокопска каза. Църквата „Свети Димитър“ е от 1882 година. В 1889 година Стефан Веркович („Топографическо-этнографическій очеркъ Македоніи“) отбелязва Балдово като село с 52 български къщи.
В 1891 година Георги Стрезов пише за селото:
| „ | Балдево, лежи на левия бряг на Места; пада на ЮИ от Неврокоп 2 часа. Поминуват със земледелие; земя доста плодовита. Църква „Св. Димитър“ и училище с двайсетина ученика. Училището и църквата са български. 50 къщи. | “ |

Според статистиката на Васил Кънчов („Македония. Етнография и статистика“) населението на Балдюво брои 325 души, всички българи.
През месец април 1903 г. в сражение с турската войска загиват 58 комити и местни жители. Османската армия извършва тежки издавателства над местното християнско население. Ружа Маркова загива от турски куршум, понесла своето дете. Село Балдево е напълно опожарено. След сражението загиналите са погребани в гробищата на селото. Изчезват 12 фамилии.
При избухването на Балканската война в 1912 година четирима души от Балдево са доброволци в Македоно-одринското опълчение.

## Население

### Етнически състав
Преброяване на населението през 2011 г.
Численост и дял на етническите групи според преброяването на населението през 2011 г.:
|                     | Численост |
| Общо                | 188       |
| Българи             | 112       |
| Турци               | 0         |
| Цигани              | 0         |
| Други               | 0         |
| Не се самоопределят | 0         |
| Неотговорили        | 76        |

## Личности
Родени в Балдево
- Ангел Георгиев Щурков, македоно-одрински опълченец, четата на Георги Мяхов[8]
- Георги Стоилов Гюрнев (1880 - след 1943), български революционер
- Илия Онбашиев (1867 - след 1943), български революционер
- Илия Попиванов (1878 – 1944), български революционер и кмет на Неврокоп
- Никола Ст. Гюрнев, македоно-одрински опълченец, четата на Георги Мяхов[9]
- Тодор Темелков, български революционер от ВМОРО, войвода на балдевската селска чета през Илинденско-Преображенското въстание[10]
- Стефан Георгиев (1889 – 1913), македоно-одрински опълченец, Трета рота на Пета одринска дружина, убит в Междусъюзническата война на 9 юли 1913 година[11]
- Стоян Георгиев, български революционер от ВМОРО, четник на Иван Наумов Алябака[12]
- Фанчо Алексов, македоно-одрински опълченец, четата на Георги Мяхов[13]